# John Williams (compositeur)
Pour les articles homonymes, voir John Williams et Williams.
Ne doit pas être confondu avec John William.
John Towner Williams est un compositeur, chef d'orchestre et pianiste américain né le 8 février 1932 à New York.
Il est principalement connu pour ses musiques de films. On lui doit le renouveau des bandes originales symphoniques avec ce qui reste son œuvre la plus célèbre : la musique de la saga Star Wars. Compositeur attitré de Steven Spielberg et de George Lucas, John Williams a composé, au cours d'une carrière qui s'étend sur plus de soixante ans, un grand nombre des plus célèbres musiques de films de l'histoire d'Hollywood, notamment, outre Star Wars, celles des Dents de la mer, de Maman j'ai raté l'avion, E.T. l'extra-terrestre, Indiana Jones, Jurassic Park, Superman, La Liste de Schindler, et les trois premiers films de la saga Harry Potter. Il a également composé la musique de quatre Olympiades, de NBC Nightly News, de la cérémonie d'investiture du président Barack Obama, et de nombreuses séries télévisées.
Williams a remporté cinq fois l'Oscar de la meilleure musique de film, mais aussi 4 Golden Globes, 7 BAFTA Awards et 21 Grammy Awards. Avec 54 nominations aux Oscars, Williams est le compositeur de musique de films le plus titré de l'histoire. Historiquement, seul Walt Disney a fait mieux avec 59 nominations [réf. nécessaire]. John Williams a également été intronisé au Hollywood Bowl Hall of Fame en l'an 2000 et a été récipiendaire du Kennedy Center Honors en 2004.
Williams a également composé de nombreuses œuvres de musique classique à la demande des plus grands orchestres. Par exemple, un Concerto pour cor pour Dale Clevenger et l'Orchestre symphonique de Chicago, un Concerto pour violoncelle pour Yo-Yo Ma et l'Orchestre symphonique de Boston, un Concerto pour basson pour les 150 ans de l'Orchestre philharmonique de New York, etc. Il a lui-même été le principal chef de l'Orchestre Boston Pops de 1980 à 1993.
Son talent de composition, d'orchestration et de musicien, sa longévité, la popularité et l'influence de ses œuvres, ainsi que ses nombreux prix et récompenses, amènent la plupart des spécialistes du monde du cinéma et de la musique à considérer John Williams comme le plus grand compositeur de musiques de films de tous les temps.

## Biographie

### Formation et vie privée
Fils d'un percussionniste professionnel, pour CBS Radio et dans le Raymond Scott Quintet, il découvre très tôt la musique, il commence à apprendre le piano, puis apprend le trombone, le tuba, la trompette et dès quinze ans mène déjà son propre groupe de jazz et s'essaie à l'arrangement ; à l'âge de 16 ans, il déménage à Los Angeles ; tout au long de sa jeunesse, il compose des pièces pour piano, puis lorsqu'il apprend la théorie, se met à les orchestrer, il crée à 19 ans sa première œuvre, une sonate pour piano, néanmoins, il ne pense pas pouvoir vivre en composant, et n'en a pas l'intention. Il se consacre donc à ses études de piano.
Il rejoint l'UCLA et le Los Angeles City College ; il étudie l'orchestration avec Robert van Eps, de la MGM, et auprès de Mario Castelnuovo-Tedesco, et profite de trois ans à l'US Air Force pour diriger. Il suit ensuite l'enseignement de Rosina Lhevinne, à la Juilliard School, afin de perfectionner ses talents de pianiste. Il vit alors de ses cachets de pianiste de jazz, mais elle l'encourage à se consacrer à l'écriture. Il retourne dès lors à Los Angeles.
À Hollywood, il commence comme pianiste de studio, et il accompagne des séries TV - comme Peter Gunn (1958) - ou des films, comme South Pacific (1958), Some Like It Hot (1959), The Apartment (1960) et To Kill a Mockingbird (1962). Il se lie d'amitié avec Bernard Herrmann, le compositeur de Citizen Kane et d'Alfred Hitchcock. À 24 ans, il intègre l'équipe d'arrangeurs de la Columbia, puis de la Twentieth Century Fox où il travaille pour Alfred Newman et Lionel Newman, Dimitri Tiomkin, Franz Waxman, et d'autres compositeurs de l'Âge d'Or. Parallèlement, il travaille avec Vic Damone, Doris Day, et Mahalia Jackson, et rencontre Barbara Ruick, actrice et chanteuse qu'il épouse.
John Williams a été marié avec l'actrice Barbara Ruick de 1956 jusqu'au décès de celle-ci le 3 mars 1974. De cette union sont nés trois enfants : Jennifer (1956), Mark (1958) et Joseph (1960). Ce dernier est le chanteur du groupe de rock américain Toto, notamment entre 1986 et 1989. Il réintègre le groupe en 2010.
John Williams a épousé Samantha Winslow en secondes noces le 21 juin 1980.

### Les débuts
Il compose dans les années 1950 plusieurs œuvres de jazz.
Son travail d'arrangeur lui ouvre les portes de l'écriture, et il commence à composer, quelquefois sous le nom Johnny Williams, pour la télévision : Checkmate (1960), Alcoa Premiere (1961), Gilligan's Island (Les Joyeux naufragés) (1964), Lost in Space (Perdus dans l'espace) (1965), Land of the Giants (Au pays des géants) (1968), et surtout la trame sonore des téléfilms Heidi (en) (1968) et Jane Eyre (1970), qui lui vaudront d'être récompensé aux Emmy Awards.
Il passe au cinéma, avec Daddy-O (en) (1958) et Because They're Young (1960), ce qui le confine pour un temps aux comédies. Mais grâce au film de William Wyler Comment voler un million de dollars (1966), il s'ouvre les portes de projets plus ambitieux. Il continue pourtant les arrangements, et gagne son premier Oscar en 1971, pour son adaptation de Un violon sur le toit.
Les années 1960 sont riches en œuvres classiques. Il compose son Concerto pour flûte et orchestre en 1969. Il est composé d'un seul mouvement de 15 minutes environ. L'accompagnement ne comporte aucun instrument à vent mais des cordes, un piano, un célesta, des harpes et des percussions. Il est inspiré de la flûte japonaise shakuhachi, dont il cherche à imiter le style. Selon le compositeur, les instruments « font des bruits mystérieux comme le craquement de branches tandis que nous explorons une forêt imaginaire mythique ». On peut retrouver ce style dans Mémoires d'une geisha, composé en 2005.
L'année précédente, il compose sa Sinfonietta pour ensemble à vent. D'une durée de 18 minutes, l'œuvre découpée en trois mouvements « constitue un défi à l'auditeur par le biais de la tension entretenue tout au long du morceau ». Écrite pour une grande section à vent, la petite symphonie est caractérisée par les saisissantes sonorités des longues lignes mélodiques qui contrastent avec les subtiles touches de jazz.
En 1965, il compose l'Essay for strings. Créée à Pittsburgh en 1965 par André Previn, cette pièce pour cordes est composée de manière expressive, l'introduction donne le ton et démontre une forte maturité pour un compositeur aussi jeune. « Les cordes d'orchestre m'ont toujours fasciné. The Essay est un début d'exploration des sonorités possibles de ce groupe » dit John Williams à propos de son œuvre. « Le morceau est en un mouvement, et est essentiellement dramatique. Après une introduction calme, le thème principal apparaît. Il est rapidement suivi de la suggestion en doubles-croches de la figure moteur qui conduit finalement, après d'autres développements, l'œuvre à sa partie finale. C'est alors que le thème principal joint la figure moteur en doubles-croches en se combinant pour amener le morceau à sa conclusion. » Pour le compositeur, cette œuvre est une représentation d'un cyclotron musical, avec son rythme fiévreux et son énergie hyperkinétique. Quand on lui demande ce qu'est censé produire ce cyclotron, il répond « des applaudissements, je l'espère ». Cette œuvre montre un talent étonnant de la part du jeune John Williams et est un signe avant-coureur des œuvres orchestrales à venir.
La même année, il compose son Prélude et fugue, d'une durée de neuf minutes environ.
En 1966, il compose sa première et seule symphonie (à ce jour) à la demande de Bernard Herrmann. Elle est créée deux ans plus tard avec le Houston Symphony Orchestra, sous la direction d'André Prévin. L'œuvre est constituée de trois mouvements : Allegro, Andante Sostenuto, Maestoso ; Allegro ; Risoluto. Après sa première européenne avec le LSO en 1971 (sous la direction de Prévin), John Williams la retire de sa liste de compositions, déclarant qu'elle n'était pas assez bien pour être jouée jusqu'à ce qu'il la retravaille. Herrmann y avait trouvé des défauts. La symphonie est retravaillée en 1988, et programmée lors d'un concert avec le Houston Symphony, mais elle est remplacée au dernier moment par de la musique de film,.
En 1960, il compose un Quintette à vent, laissé inachevé.

### La rencontre avec Spielberg
Il consacre alors les années 1970 aux films catastrophes : L'Aventure du Poséidon (The Poseidon Adventure, 1972), Tremblement de terre (Earthquake, 1974) et La Tour infernale (The Towering Inferno, 1974). Toutefois, c'est son travail particulièrement innovant sur Reivers (The Reivers, 1969) et Images (1972) qui impressionne Steven Spielberg, lequel prépare alors son troisième long métrage, Sugarland Express (The Sugarland Express, 1974).
Avec Les Dents de la mer (1975), qui lui fait gagner son deuxième Oscar de la meilleure musique de film, Williams devient un compositeur de premier plan ; les deux hommes ne se sépareront plus. En 2023, cette association totalise 29 films.

### Star Wars
George Lucas envisageait, pour Star Wars, de recourir à une bande originale proche de celle de 2001, l'Odyssée de l'espace, à savoir une collection de morceaux préexistants ; il pensait que seules des œuvres classiques pouvaient convenir au genre de la saga épique. À l'image de 2001, il avait songé à un film quasi muet, idée que l'on retrouve dans sa mise en scène, mais Steven Spielberg put le convaincre d'utiliser les talents de Williams. Le conseil fut bon, puisque la bande originale, la meilleure vente jamais réalisée d'une musique de film, transfigure complètement le film : réalisé avec peu de moyens, des acteurs parfois peu convaincus voire réticents (Sir Alec Guinness détestait ouvertement son rôle d'Obi-Wan Kenobi, dont il qualifiait les répliques de banales), des effets spéciaux spectaculaires pour l'époque, le film remporte un succès mondial, en partie grâce à John Williams.
Lucas était attaché à son idée de départ d'œuvres classiques. Il demande à Williams de s'inspirer de Felix Mendelssohn, Piotr Tchaïkovski, Gustav Holst et surtout Richard Wagner : l'affaire tombe à pic, puisque Williams, alors que l'époque est au rock et à la musique expérimentale, a déjà réintroduit dans ses propres productions le concept du leitmotiv, développé par Wagner et qui avait investi les musiques des films de l'âge d'or (Erich Wolfgang Korngold, Miklós Rózsa, Max Steiner), avec Les Cowboys (The Cowboys, 1972), La Tour infernale (The Towering Inferno, 1974), Les Dents de la mer (Jaws, 1975) par exemple. Il emprunte beaucoup à la musique romantique pour réaliser la bande originale. La marche impériale (The Imperial March), le thème de Dark Vador, s'inspire de la marche funèbre, Sonate pour piano no 2 de Chopin.
Avec toutes ces références, la musique prend une place prépondérante, interagissant avec les images, appelée parfois à soutenir l'action et à préparer le spectateur avant celle-ci (The Asteroid Field), à créer l'émotion (avec l'incrustation du thème de la Force dans Binary Sunset) ou des atmosphères (avec les trompettes de Imperial March)… Le compositeur déploie et module ses thèmes, les assemble ou les confronte pour figurer au mieux les événements relatés à l'écran.

### Une suite de succès ininterrompue

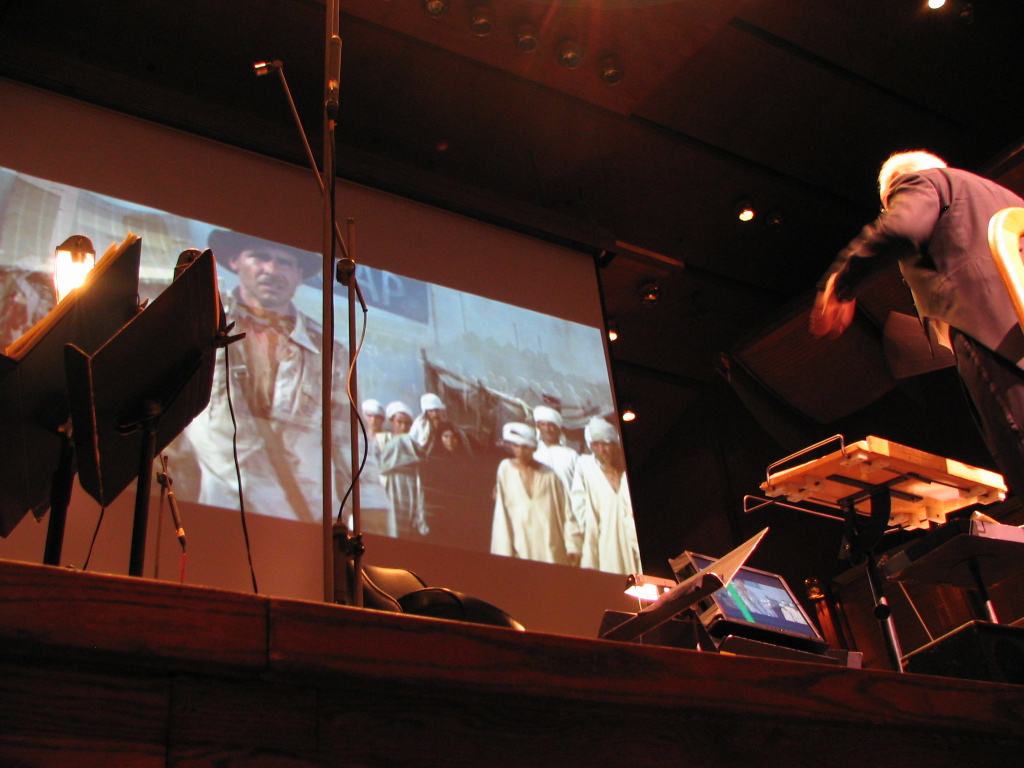
John Williams dirigeant la musique des Aventuriers de l'arche perdue.

Les cinq années qui suivent sont représentatives de son style « grandiose » marqué par l'usage prédominant des cuivres : Furie (1978), Superman (1978), 1941 (1979), Les Aventuriers de l'arche perdue (1981). Une expérience, Heartbeeps (1981), échoue.
Avec E.T. l'extra-terrestre (1982), Williams obtient son quatrième Oscar. La bande originale du film - et notamment son thème principal - contribue à faire de ce chef-d'œuvre le film le plus rentable de l'histoire. E.T. restera onze ans d'affilée en tête du box-office historique avant d'être finalement détrôné par un autre bijou de Steven Spielberg, Jurassic Park.
Il travaille sur La Rivière (1984), Empire du soleil (1987), Voyageur malgré lui (1988), et Né un 4 juillet (1989). En parallèle, il retourne à la télévision.
Attiré par une retraite bien méritée, il se fait plus rare, d'autant qu'il vient d'achever Jurassic Park (1993) et une grande partition, La Liste de Schindler (1993). Mais son travail trouve un regain d'intérêt. Il se voit parodié dans Les Simpson (1989) et il reparaît avec deux Maman, j'ai raté l'avion (1990, 1992), JFK (1991), Nixon (1995), Sleepers (1996), Sept ans au Tibet (1997), Il faut sauver le soldat Ryan (1998), Les Cendres d'Angela (1999) et enfin La Menace fantôme (1999).
Il renonce alors à ralentir la cadence. Sa collaboration avec Spielberg et Lucas s'intensifie : A.I. Intelligence artificielle (2001), les derniers Star Wars (L'Attaque des clones, 2002 et La Revanche des Sith, 2005), Minority Report (2002), Arrête-moi si tu peux (2002).
En 2005, sa collaboration avec George Lucas, La Revanche des Sith, introduit une tonalité sombre cadrant bien avec l'intrigue tragique du film. Certains morceaux s'apparentent à des lamentations : l'orchestre, plutôt que de condamner la « trahison » d'Anakin Skywalker, pleure sur son tragique destin et sur celui de tous ceux qui vont connaître le malheur par sa faute.
En 2008, John Williams retrouve la célèbre Raiders March (Marche des Aventuriers) pour Indiana Jones et le Royaume du crâne de cristal, quatrième volet de la Saga. En 2011, il signe la musique du premier film d'animation de Spielberg : Les Aventures de Tintin : Le Secret de La Licorne, où, parmi une orchestration traditionnelle, on retrouve des thèmes jazzy, rythmé et cuivré. La même année, il compose la bande originale de Cheval de guerre (War Horse), du même réalisateur.
En mars 2015, sa collaboration au film de Steven Spielberg Le Pont des espions est annulée pour des problèmes de santé « mineurs ». La musique est confiée à Thomas Newman.
Comme ceux de beaucoup de grands compositeurs classiques, les thèmes de John Williams se caractérisent à la fois par leur évidence et par leur apparente simplicité. John Williams a toujours beaucoup aimé et pratiqué le jazz, et l'on retrouve le dynamisme propre à ce genre de musique dans nombre de ses partitions, y compris dans Star Wars.
Avec John Barry, Jerry Goldsmith, Ennio Morricone, Henry Mancini, Danny Elfman, ou encore Elmer Bernstein, il a grandement contribué à populariser l'usage de l'orchestre symphonique dans la musique de film ; ses œuvres en ont d'ailleurs fait un genre musical majeur. En 2018, John Williams annonce que L'Ascension de Skywalker (2019) serait le dernier film de la saga Star Wars dont il ferait la musique,.

### Harry Potter
Aujourd'hui, il se tourne plus vers ses œuvres concertantes et symphoniques, d'autant qu'il a arrangé son travail pour la saga Harry Potter. Il a composé la bande originale de Harry Potter à l'école des sorciers (2001), Harry Potter et la Chambre des secrets (2002) et plus sombre, Harry Potter et le Prisonnier d'Azkaban (2004). Il laissa la place à Patrick Doyle pour Harry Potter et la Coupe de feu (2005), à Nicholas Hooper pour Harry Potter et l'Ordre du phénix (2007) et Harry Potter et le Prince de sang-mêlé (2009) et au français Alexandre Desplat pour le dernier opus Harry Potter et les Reliques de la Mort (2010-2011).

## Le compositeur classique

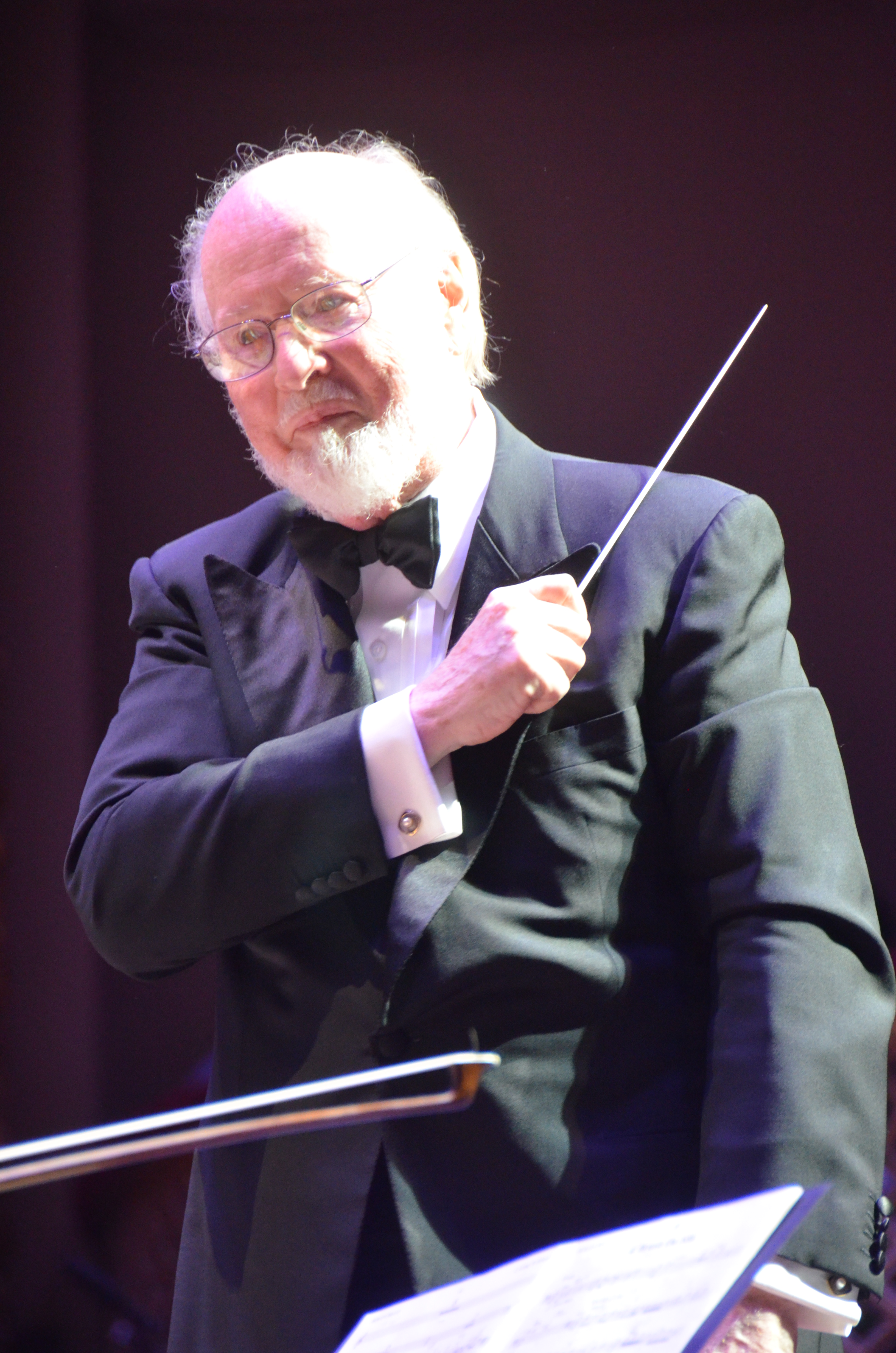
John Williams en 2011.

### Œuvres pour violon

#### Un violon sur le toit
Grâce à son adaptation musicale, en 1971, de Un violon sur le Toit de Jerry Bock, Williams gagne son premier oscar. C'est aussi sa première expérience avec le violon en tant qu'instrument solo. Ses arrangements contiennent en effet de nombreux solos pour violon, joué par le virtuose Isaac Stern.

#### Concerto pour violonno1
En 1974, la femme de Williams, Barbara Ruick, meurt. Il compose alors un concerto pour violon à sa mémoire. Il commence la composition la même année, et la finit en 1976. Néanmoins, l’œuvre n'est créée que cinq ans plus tard, en 1981, par Mark Peskanov (violon) et le Saint Louis Symphony Orchestra sous la direction de Leonard Slatkin.
C'est un concerto postromantique en trois mouvements qui suit le schéma conventionnel vif-lent-vif. Williams s'est inspiré de ses prédécesseurs du XXe siècle tels que Béla Bartók, Sergueï Prokofiev, Edward Elgar... Les bois tiennent un rôle très important dans le concerto, et le concerto cherche à exploiter toute l'étendue du violon. La cadence soliste, entièrement écrite par le compositeur, occupe sa place traditionnelle. L’œuvre est ensuite enregistrée par Slatkin, Peskanov, et le London Symphony Orchestra. L’œuvre est révisée en 1998.

#### Treesong
Depuis plusieurs années, Williams a pris pour habitude de se promener dans le jardin botanique de Boston. C'est là qu'il découvrit un magnifique spécimen de métaséquoia, et au fil du temps sa « fascination s'est transformée en véritable passion ». Plusieurs années plus tard, le compositeur fait la découverte d'un autre spécimen, le plus vieux d'Amérique du Nord, lors d'une promenade dans l'Arboretum Arnold de Boston avec le docteur Shiu-Ying Hu, botaniste de Harvard.
Lorsque lui a été donné l'occasion de dédier un concerto à Gil Shaham, John Williams a pensé au docteur Hu et à son arbre, le résultat étant le Concerto pour violon no 2 « Treesong ». Pour lui l’œuvre « n'aspire pas à décrire l'arbre en soi, mais elle tente, du moins dans mon esprit, d'associer, dans la mesure du possible, la beauté et la dignité de ce magnifique conifère à l'élégance et à la grâce de Gil Shaham et de son art »[réf. nécessaire].

### Musique de chambre

#### Quatuor LaJolla
John Williams rencontre Cho-Liang Lin à Tanglewood, lorsqu'il dirige le BSO (Orchestre symphonique de Baltimore) et que Lin est le violoniste solo (Mozart), les répétitions n'étant pas très longues Williams demande à Seiji Ozawa une heure de répétition additionnelle, ce qui empiète sur la répétition des Planètes de Holst dirigées par Ozawa. Lin en a été très reconnaissant.
Plusieurs années plus tard, l'idée lui vient de commander à Williams une œuvre après avoir écouté son concerto pour violon. Il promet alors d'y réfléchir et quelques années plus tard il répond qu'il lui composerait une œuvre de musique de chambre s'il lui laisse le choix de l'instrumentation. Il compose très vite trois mouvements mais s'arrête, étant très occupé par la musique de film et d'autres œuvres. N'étant pas satisfait de l’œuvre il prend une autre année afin de composer deux autres mouvements.
Williams ne veut pas être payé, considérant l’œuvre comme un cadeau. L’œuvre composée de cinq mouvements est donc dédiée à Lin et est créée en août 2011 par ce dernier, Joshua Roman (violoncelle), John Bruce Yeh (clarinettiste solo du Chicago Symphony Orchestra), et Deborah Hoffman (harpe). Les mouvements sont Introduction, Aubade, Scherzo, Cantando et finale. Le quatrième mouvement est dédié à John Bruce Yeh.

## Le chef d'orchestre
Sa carrière de chef d'orchestre commence depuis son plus jeune âge. Dans les années 1950, il dirige ses propres formations de jazz. Il dirige ensuite à Hollywood pour les compositeurs de l'âge d'or.
À la fin des années 1970, Arthur Fiedler, chef du légendaire Boston Pops Orchestra, tombe malade et on propose alors à John Williams de le remplacer lors de plusieurs concerts. À la mort de Fiedler en 1980, André Previn convainc le comité de l'orchestre de prendre le compositeur comme chef. Williams accepte, et lors de son premier concert, sont présents comme invités R2-D2 et C-3PO. Il y joue, de plus, en avant première, les principaux leitmotive de L'Empire contre-attaque.
Avec le Boston Pops Orchestra, il a l'occasion d'enrichir son répertoire de manière très diverse. Il dirige les œuvres de compositeurs tels que Sergueï Prokofiev, John Adams, Mendelssohn, Leonard Bernstein, George Gershwin, Joseph Haydn, etc.
Les solistes que reçoit John Williams ne sont pas des moins connus : Itzhak Perlman, Isaac Stern, Yo-Yo Ma, Gil Shaham, etc.
Avec l'orchestre de légende, il est présent lors de grandes cérémonies, telles le centenaire de la statue de la Liberté. Il fait de nombreuses tournées, dont plusieurs au Japon. Il quitte la direction de l'orchestre en 1993, devenant chef d'orchestre lauréat du Boston Pops. Il le dirige donc chaque année.
Il dirige aussi, en tant que chef invité, les plus grands orchestres du monde tels le London Symphony Orchestra, le Los Angeles Philharmonic, le New York Philharmonic...

## Œuvres

### Musique de films

#### Cinéma
Années 1950
- 1958 : Daddy-O de Lou Place

 Années 1960 
- 1960 : I Passed for White de Fred M. Wilcox
- 1960 : Because They're Young de Paul Wendkos
- 1961 : Le Dernier Passage (The Secret Ways) de Phil Karlson
- 1961 : Appartement pour homme seul (Bachelor Flat) de Frank Tashlin
- 1962 : Le Seigneur d'Hawai (Diamond Head) de Guy Green
- 1963 : Gidget Goes to Rome de Paul Wendkos
- 1964 : À bout portant (The Killers) de Don Siegel
- 1965 : L'île des braves (None But the Brave) de Frank Sinatra
- 1965 : L’Encombrant Monsieur John (John Goldfarb, Please Come Home) de Jack Lee Thompson
- 1966 : Rancho Bravo (The Rare Breed) d'Andrew V. McLaglen
- 1966 : Comment voler un million de dollars (How to steel a Million) de William Wyler
- 1966 : Les Fusils du Far West (The Plainsman) de David Lowell Rich
- 1966 : Deux minets pour Juliette ! (Not with My Wife, You Don't!) de Norman Panama
- 1966 : Les Plaisirs de Pénélope (Penelope) d'Arthur Hiller
- 1967 : Petit guide pour mari volage (A Guide for the Married Man) de Gene Kelly
- 1967 : Un si gentil petit gang (Fitzwilly) de Delbert Mann
- 1968 : L'odyssée d'un sergent! (Sergeant Ryker) de Buzz Kulik
- 1969 : La Boîte à chat (Daddy's Gone A-Hunting) de Mark Robson
- 1969 : Goodbye, Mr. Chips de Herbert Ross
- 1969 : Reivers (The Reivers) de Mark Rydell

 Années 1970 
- 1970 : L'Histoire d'une femme (Storia di una donna) de Leonardo Bercovici
- 1971 : Un violon sur le toit (Fiddler on the Roof) de Norman Jewison
- 1972 : Les Cowboys (The Cowboys) de Mark Rydell
- 1972 : Images de Robert Altman
- 1972 : L'Aventure du Poséidon (The Poseidon Adventure) de Ronald Neame
- 1972 : Peter et Tillie (Pete 'n' Tillie) de Martin Ritt
- 1973 : Le Privé (The Long Goodbye) de Robert Altman
- 1973 : Tom Sawyer (orchestration et direction musicale) de Don Taylor
- 1973 : Le Fantôme de Cat Dancing (The Man Who Loved Cat Dancing) de Richard C. Sarafian
- 1973 : La Chasse aux diplômes (The Paper Chase) de James Bridges
- 1973 : Permission d'aimer (Cinderella Liberty) de Mark Rydell
- 1974 : Conrack de Martin Ritt
- 1974 : Sugarland Express (The Sugarland Express) de Steven Spielberg
- 1974 : Tremblement de terre (Earthquake) de Mark Robson
- 1974 : La Tour infernale (The Towering Inferno) de John Guillermin et Irwin Allen
- 1975 : La Sanction (The Eiger Sanction) de Clint Eastwood
- 1975 : Les Dents de la mer (Jaws) de Steven Spielberg Oscar winner
- 1976 : Complot de famille (Family Plot) d'Alfred Hitchcock
- 1976 : Missouri Breaks (The Missouri Breaks) d'Arthur Penn
- 1976 : La Bataille de Midway (Midway) de Jack Smight
- 1977 : Black Sunday de John Frankenheimer
- 1977 : Star Wars, épisode IV : Un nouvel espoir (Star Wars: Episode IV - A New Hope) de George Lucas Oscar winner
- 1977 : Rencontres du troisième type (Close Encounters of the Third Kind) de Steven Spielberg
- 1978 : Furie (The Fury) de Brian De Palma
- 1978 : Les Dents de la mer, 2e partie (Jaws II) de Jeannot Szwarc
- 1978 : Superman de Richard Donner
- 1979 : Dracula de John Badham
- 1979 : 1941 de Steven Spielberg

 Années 1980 
- 1980 : Star Wars, épisode V : L'Empire contre-attaque (Star Wars: Episode V - The Empire Strikes Back) d'Irvin Kershner
- 1981 : Les Aventuriers de l'arche perdue (Raiders of the Lost Ark) de Steven Spielberg
- 1981 : Heartbeeps d'Allan Arkush
- 1982 : E.T. l'extra-terrestre (E.T. the Extra-Terrestrial) de Steven Spielberg Oscar winner
- 1982 : Monsignor de Frank Perry
- 1983 : Star Wars, épisode VI : Le Retour du Jedi (Star Wars: Episode VI - Return of the Jedi) de Richard Marquand
- 1984 : Indiana Jones et le Temple maudit (Indiana Jones and the Temple of Doom) de Steven Spielberg
- 1984 : La Rivière (The River) de Mark Rydell
- 1986 : Cap sur les étoiles (SpaceCamp) d'Harry Winer
- 1987 : Les Sorcières d'Eastwick (The Witches of Eastwick) de George Miller
- 1987 : Empire du soleil (Empire of the Sun) de Steven Spielberg
- 1987 : Superman 4 (Superman IV: The Quest For Peace) de Sidney J. Furie (musique de Alexander Courage + trois nouveaux thèmes composés par John Williams : Lacy's Theme, Jeremy's Theme, Nuclear Man Theme)
- 1988 : Voyageur malgré lui (The Accidental Tourist) de Lawrence Kasdan
- 1989 : Indiana Jones et la Dernière Croisade (Indiana Jones and the Last Crusade) de Steven Spielberg
- 1989 : Né un 4 juillet (Born on the Fourth of July) d'Oliver Stone
- 1989 : Always de Steven Spielberg

 Années 1990 
- 1990 : Stanley et Iris (Stanley and Iris) de Martin Ritt
- 1990 : Présumé innocent (Presumed Innocent) d'Alan J. Pakula
- 1990 : Maman, j'ai raté l'avion ! (Home Alone) de Chris Columbus
- 1991 : Hook ou la Revanche du capitaine Crochet (Hook) de Steven Spielberg
- 1991 : JFK d'Oliver Stone
- 1992 : Horizons lointains (Far and Away) de Ron Howard
- 1992 : Maman, j'ai encore raté l'avion (Home Alone 2: Lost In New York) de Chris Columbus
- 1993 : Jurassic Park de Steven Spielberg
- 1993 : La Liste de Schindler (The Schindler's List) de Steven Spielberg Oscar winner
- 1995 : Sabrina de Sydney Pollack
- 1995 : Nixon d'Oliver Stone
- 1996 : Sleepers de Barry Levinson
- 1997 : Rosewood de John Singleton
- 1997 : Le Monde perdu : Jurassic Park (The Lost World: Jurassic Park) de Steven Spielberg
- 1997 : Sept ans au Tibet (Seven Years In Tibet) de Jean-Jacques Annaud
- 1997 : Amistad de Steven Spielberg
- 1998 : Il faut sauver le soldat Ryan (Saving Private Ryan) de Steven Spielberg
- 1998 : Ma meilleure ennemie (Stepmom) de Chris Columbus
- 1999 : Star Wars, épisode I : La Menace fantôme (Star Wars: Episode I - The Phantom Menace) de George Lucas
- 1999 : Les Cendres d'Angela (Angela's Ashes) d'Alan Parker

 Années 2000 
- 2000 : The Patriot : Le Chemin de la liberté (The Patriot) de Roland Emmerich
- 2001 : A.I. Intelligence artificielle (Artificial Intelligence: AI) de Steven Spielberg
- 2001 : Harry Potter à l'école des sorciers (Harry Potter and the Philosopher's Stone) de Chris Columbus
- 2002 : Star Wars, épisode II : L'Attaque des clones (Star Wars: Episode II - Attack of the Clones) de George Lucas
- 2002 : Minority Report de Steven Spielberg
- 2002 : Harry Potter et la Chambre des secrets (Harry Potter and the Chamber of Secrets) de Chris Columbus
- 2002 : Arrête-moi si tu peux (Catch Me if You Can) de Steven Spielberg
- 2004 : Harry Potter et le Prisonnier d'Azkaban (Harry Potter and the Prisoner of Azkaban) d'Alfonso Cuarón
- 2004 : Le Terminal (The Terminal) de Steven Spielberg
- 2005 : Star Wars, épisode III : La Revanche des Sith (Star Wars: Episode III - Revenge of the Sith) de George Lucas
- 2005 : La Guerre des mondes (War of the Worlds) de Steven Spielberg
- 2005 : Mémoires d'une geisha (Memoirs of a Geisha) de Rob Marshall
- 2006 : Munich de Steven Spielberg
- 2008 : Indiana Jones et le Royaume du crâne de cristal (Indiana Jones and the Kingdom of the Crystal Skull) de Steven Spielberg

 Années 2010 
- 2011 : Les Aventures de Tintin : Le Secret de La Licorne (The Adventures of Tintin: Secret of the Unicorn) de Steven Spielberg
- 2011 : Cheval de guerre (War Horse) de Steven Spielberg
- 2012 : Lincoln de Steven Spielberg
- 2013 : La Voleuse de livres (The Book Thief) de Brian Percival
- 2015 : Star Wars, épisode VII : Le Réveil de la Force (Star Wars Episode VII: The Force Awakens) de J. J. Abrams
- 2016 : Le Bon Gros Géant (The BFG) de Steven Spielberg
- 2017 : Star Wars, épisode VIII : Les Derniers Jedi (Star Wars Episode VIII: The Last Jedi) de Rian Johnson
- 2017 : Pentagon Papers (The Post) de Steven Spielberg
- 2017 : Dear Basketball de Glen Keane et Kobe Bryant (court-métrage d'animation)
- 2018 : Solo: A Star Wars Story de Ron Howard : Thème principal de Han Solo intitulé The Adventures of Han
- 2019 : Star Wars, épisode IX : L'Ascension de Skywalker (Star Wars: Episode IX – The Rise of Skywalker) de J. J. Abrams

 Années 2020 
- 2022 : The Fabelmans[21] de Steven Spielberg
- 2023 : Indiana Jones et le Cadran de la destinée de James Mangold

#### Télévision

##### Téléfilms
- 1964 : Nightmare in Chicago de Robert Altman
- 1965 : Who Goes There? de Jack Arnold
- 1966 : And Baby Makes Three de Richard Crenna
- 1967 : Ghostbreakers de Don Medford
- 1970 : Jane Eyre de Delbert Mann

##### Séries télévisées
- 1956 : Playhouse 90
- 1957 : Tales of Wells Fargo
- 1959 : Markham (1 épisode)
- 1958-1959 : M Squad (8 épisodes)
- 1959 : Kraft Mystery Theater
- 1959-1960 : Bachelor Father (44 épisodes)
- 1960-1962 : Échec et mat (Checkmate) (41 épisodes)
- 1960-1962 : General Electric Theater (2 épisodes)
- 1962 : Empire
- 1961-1963 : Alcoa Premiere (6 épisodes)
- 1963 : The Eleventh Hour (1 épisode)
- 1958-1963 : La grande caravane (Wagon Train) (5 épisodes)
- 1964 : Breaking Point (1 épisode)
- 1964-1965 : Wayne and Shuster Take an Affectionate Look At... (6 épisodes)
- 1965 : Perdus dans l'espace (Lost in Space) (5 épisodes)
- 1963-1965 : Kraft Suspense Theatre (19 épisodes)
- 1965 : Ben Casey (1 épisode)
- 1966 : The Kraft Summer Music Hall
- 1966 : Au cœur du temps (The Time Tunnel) (1 épisode)
- 1963-1967 : Bob Hope Presents the Chrysler Theatre (8 épisodes)
- 1968 : Land of the Giants (1 épisode)
- 1968 : CBS Playhouse (1 épisode)
- 1974 : The Cowboys
- 1985 : Histoires fantastiques (Amazing Stories) (2 épisodes)
- 1964-1992 : L'Île aux naufragés (Gilligan's Island) (20 épisodes)
- 2022 : Obi-Wan Kenobi (thème principal)

### Œuvres de concert

#### Concertos
- 1969 : Concerto pour flûte et orchestre
- 1976 : Concerto pour violon et orchestre no 1
- 1985 : Concerto pour tuba et orchestre
- 1991 : Concerto pour clarinette et orchestre
- 1993 : Trois pièces pour violon et orchestre tirées de La Liste de Schindler (il existe une réduction pour piano et violon)
- 1994 : Concerto pour violoncelle et orchestre, créé par Yo-Yo Ma
- 1995 : Concerto pour basson et orchestre « The Five Sacred Trees », créé par Judith LeClair
- 1996 : Concerto pour trompette et orchestre, créé par Michael Sachs
- 1997 : Élégie pour violoncelle et piano, arrangée en 2002 pour violoncelle et orchestre, inspirée de thèmes de Sept ans au Tibet
- 2000 : Concerto pour violon et orchestre no 2 « Treesong »
- 2002 : Heartwood, esquisses lyriques pour violoncelle et orchestre
- 2003 : Concerto pour cor et orchestre, créé par Dale Clevenger, cor solo de l'orchestre de Chicago
- 2007 : Concerto pour alto et orchestre
- 2009 : Concerto pour harpe et orchestre
- 2009 : Stargazers, œuvre concertante pour harpe et orchestre inspiré de ET and Me
- 2011 : Concerto pour hautbois et orchestre
- 2017 : Markings, concerto pour violon créé par Anne-Sophie Mutter et l'Orchestre symphonique de Boston, sous la direction d'Andris Nelsons, au Festival de Tanglewood
- 2025 : Concerto pour piano et orchestre créé par Emanuel Ax et l'Orchestre symphonique de Boston, sous la direction d'Andris Nelsons, au Festival de Tanglewood[22]

#### Célébrations
- 1980 : Jubilee 350 Fanfare, pour le 350e anniversaire de la ville de Boston.
- 1984 : Olympic Fanfare and Theme, composée pour les Jeux de la XXIIIe olympiade à Los Angeles.
- 1986 : Liberty Fanfare, pour le centenaire de la statue de la Liberté.
- 1987 : A Hymn to New England
- 1988 : For New York, composé pour les 70 ans de Leonard Bernstein.
- 1988 : The Olympic Spirit, composé pour les Jeux de la XXIVe olympiade à Séoul.
- 1990 : Celebrate Discovery, composé pour le 500e anniversaire de l'arrivée de Christophe Colomb en Amérique.
- 1993 : Sound the Bells !, composé à l'intention de la princesse japonaise Masako Owada.
- 1995 : Happy Birthday Variations, composé pour un concert du Boston Symphony Orchestra à Tanglewood, célébrant les anniversaires de Seiji Ozawa, Yo-Yo Ma, Itzhak Perlman et Leon Fleisher[23].
- 1996 : Summon the Heroes, composé pour les Jeux de le XXVIe olympiade à Atlanta et le centenaire des Jeux olympiques de l'ère moderne.
- 1999 : For Seiji, composé à l'intention de Seiji Ozawa pour son 25e anniversaire à la direction de l'orchestre symphonique de Boston.
- 2002 : Call of the Champions, composé pour les XIXes Jeux olympiques d'hiver à Salt Lake City.
- 2003 : Soundings, pour l'inauguration du Walt Disney Concert Hall.
- 2012 : Fanfare for Fenway composé pour le 100e anniversaire des Red Sox de Boston

#### Autres œuvres
- 1965 : Prélude et fugue pour orchestre, disponible pour le téléchargement en MP3 sur le site du United States Marine Band.
- 1966 : Symphonie n° 1, retravaillée en 1988 mais non rejouée.
- 1968 : Sinfonietta pour ensemble à vent.
- 1975 : Thomas et le Roi, comédie musicale.
- 1988 : Fanfare for Michael Dukakis, pour la campagne présidentielle de Michael Dukakis.
- 1995 : Le jingle illustrant le logo de DreamWorks SKG.
- 1999 : American Journey, suite en six mouvements pour orchestre.
- 2008 : A Timeless Call, bande-son d'un film de Steven Spielberg sur les vétérans de guerre, présenté durant la convention nationale du parti démocrate.

#### Musique de chambre
- 1951 : Sonate pour piano
- 1960 : Quintette pour vent (inachevé)
- 1987 : Devil's dance, pour violon et piano, composé pour Gil Shaham.
- 2001 : Trois pièces pour violoncelle seul.
- 2007 : Duo concertant pour violon et alto
- 2009 : Air and Simple Gifts, quatuor composé pour l'investiture du 44e président des États-Unis Barack Obama, le 20 janvier 2009.
- 2011 : Quatuor La Jolla pour violon, violoncelle, clarinette et harpe.
- 2011 : A Young Person's Guide to the Cello pour violoncelle solo, composé pour « les enfants et leur ami Lynn Harrell »
- 2012 : Rounds, pour guitare seule
- 2013 : Conversations I and II pour piano seul, créées par Gloria Cheng

## Distinctions

### Récompenses
- Oscars
  - Oscars 1972 : Meilleure partition de chansons et adaptation musicale Un violon sur le toit
  - Oscars 1976 : Meilleure musique de film pour Les Dents de la mer
  - Oscars 1978 : Meilleure musique de film pour Star Wars, épisode IV : Un nouvel espoir
  - Oscars 1983 : Meilleure musique de film pour E.T. l'extra-terrestre
  - Oscars 1994 : Meilleure musique de film pour La Liste de Schindler

- Golden Globes
  - Golden Globes 1976 : Meilleure musique de film pour Les Dents de la mer
  - Golden Globes 1978 : Meilleure musique de film pour Star Wars, épisode IV : Un nouvel espoir
  - Golden Globes 1983 : Meilleure musique de film pour E.T. l'extra-terrestre
  - Golden Globes 2006 : Meilleure musique de film pour Mémoires d'une geisha

- Saturn Awards
  - Saturn Awards 1978 : Meilleure musique pour Star Wars, épisode IV : Un nouvel espoir et Rencontres du troisième type
  - Saturn Awards 1979 : Meilleure musique pour Superman
  - Saturn Awards 1982 : Meilleure musique pour Les Aventuriers de l'arche perdue
  - Saturn Awards 1983 : Meilleure musique pour E.T. l'extra-terrestre
  - Saturn Awards 2002 : Meilleure musique pour A.I. Intelligence artificielle
  - Saturn Awards 2006 : Meilleure musique pour Star Wars, épisode III : La Revanche des Sith

- Autres
  - Los Angeles Film Critics Association Awards 1978 : meilleure musique de film pour Star Wars, épisode IV : Un nouvel espoir
  - Critics' Choice Movie Awards 2013 : Meilleure musique de film pour Lincoln
  - International Film Music Critics Association Awards 2013 : Meilleure musique d'un film dramatique pour Lincoln
  - Officier de l'ordre des Arts et des Lettres le 19 avril 2016 par le consul général de France à Los Angeles[24].
  - Médaille d'or de la Royal Philharmonic Society (2020)

### Nominations
En plus de ses cinq victoires, John Williams a été nommé 48 fois aux Oscars : 42 fois pour l'Oscar de la meilleure musique de film et 6 fois pour l'Oscar de la meilleure chanson originale:
- Oscar de la meilleure musique de film :
  - 1968 : La Vallée des poupées
  - 1970 : Reivers et Goodbye, Mr. Chips avec Leslie Bricusse
  - 1973 : Images et L'Aventure du Poséidon
  - 1974 : Permission d'aimer
  - 1975 : La Tour infernale (The Towering Inferno)
  - 1978 : Rencontres du troisième type
  - 1979 : Superman
  - 1981 : Star Wars, épisode V : L'Empire contre-attaque
  - 1982 : Les Aventuriers de l'arche perdue
  - 1984 : Star Wars, épisode VI : Le Retour du Jedi
  - 1985 : Indiana Jones et le Temple maudit et La Rivière
  - 1988 : Empire du soleil et Les Sorcières d'Eastwick
  - 1989 : Voyageur malgré lui
  - 1990 : Né un 4 juillet et Indiana Jones et la Dernière Croisade
  - 1991 : Maman, j'ai raté l'avion
  - 1992 : JFK
  - 1996 : Nixon et Sabrina
  - 1997 : Sleepers
  - 1998 : Amistad
  - 1999 : Il faut sauver le soldat Ryan
  - 2000 : Les Cendres d'Angela
  - 2001 : The Patriot
  - 2002 : A.I. Intelligence artificielle et Harry Potter à l'école des sorciers
  - 2003 : Arrête-moi si tu peux
  - 2005 : Harry Potter et le Prisonnier d'Azkaban
  - 2006 : Mémoires d'une geisha et Munich
  - 2012 : Les Aventures de Tintin : Le Secret de La Licorne et Cheval de guerre
  - 2013 : Lincoln
  - 2014 : La Voleuse de livres
  - 2016 : Star Wars, épisode VII : Le Réveil de la Force
  - 2018 : Star Wars, épisode VIII : Les Derniers Jedi
  - 2020 : Star Wars, épisode IX : L'Ascension de Skywalker
  - 2023 : The Fabelmans
  - 2024 : Indiana Jones et le Cadran de la destinée

- Oscar de la meilleure partition de chansons et adaptation musicale :
  - 1974 : Tom Sawyer avec Robert B. et Richard M. Sherman
  - 1974 : Nice to Be Around dans Permission d'aimer (Cinderella Liberty) – musique : John Williams, paroles : Paul Williams
  - 1983 : If We Were In Love dans Yes, Giorgio – musique : John Williams, paroles : Alan et Marilyn Bergman
  - 1991 : Somewhere in My Memory dans Maman, j'ai raté l'avion (Home Alone) – musique : John Williams, paroles : Leslie Bricusse
  - 1992 : When You're Alone dans Hook – musique : John Williams, paroles : Leslie Bricusse
  - 1993 : Moonlight dans Sabrina – musique : John Williams, paroles : Alan et Marilyn Bergman

## Autres nominations
- Golden Globes 1973 : Meilleure musique de film pour L'aventure du Poséidon
- Golden Globes 1974 : Meilleure musique de film pour Permission d'aimer
- Golden Globes 1974 : Meilleure musique de film pour Tom Sawyer partagé avec Richard M. Sherman et Robert B. Sherman
- Golden Globes 1975 : Meilleure musique de film pour Tremblement de terre
- Golden Globes 1978 : Meilleure musique de film pour Rencontres du troisième type
- Golden Globes 1979 : Meilleure musique de film pour Superman
- Golden Globes 1981 : Meilleure musique de film pour Star Wars, épisode V : L'Empire contre-attaque
- Golden Globes 1983 : Meilleure musique de film pour Yes, Giorgio partagé avec Alan Bergman (Paroles) et Marilyn Bergman (Paroles).
- Golden Globes 2023 : Meilleure musique de film pour The Fabelmans

## Anecdotes
- John Williams a composé la bande originale de la plupart des films de Steven Spielberg (à l'exception de Duel, La Couleur pourpre, La Quatrième Dimension, Le Pont des Espions, Ready Player One et West Side Story) et de George Lucas (à l'exception d'American Graffiti et THX 1138).
- Il a tiré un concerto pour saxophone, Escapade, de la musique du film Arrête-moi si tu peux.
- De prestigieux musiciens ont interprété la musique de John Williams tels que Seiji Ozawa, Itzhak Perlman, Yo-Yo Ma ou l'Orchestre symphonique de Boston.
- Lorsque John Williams présenta pour la première fois à Spielberg la musique des Dents de la mer (le motif de deux notes jouées crescendo), le célèbre réalisateur crut à une plaisanterie.
- La séquence musicale très longue à la fin du film E.T. était tellement difficile à synchroniser avec les images que Spielberg a finalement décidé de laisser Williams diriger la musique comme bon lui semblait, et a adapté ensuite le montage des images à l'enregistrement musical.
- Williams a été choisi par le comité organisateur de l'investiture de Barack Obama pour composer une pièce musicale jouée juste avant le serment du nouveau président. Obama ayant avoué apprécier l'hymne shaker Simple Gifts[n 4], Williams l'utilise dans la seconde partie de sa composition, Air and Simple Gifts (en), créée le 20 janvier 2009 par les collaborateurs réguliers de John Williams : Yo-Yo Ma (Sept ans au Tibet, Mémoires d'une geisha), Itzhak Perlman (La Liste de Schindler), ainsi que la pianiste Gabriela Montero et le clarinettiste solo du Metropolitan Opera Orchestra, Anthony McGill.